# 伏毛粗叶木
伏毛粗叶木（学名：Lasianthus appressihirtus），为茜草科粗叶木属下的一个植物种。